# Mariano da Genazzano
Mariano Da Genazzano (Genazzano, 1412 – Sessa, 1498) è stato un predicatore italiano.

Appartenente all'ordine degli Agostiniani, di cui fu anche  priore generale, Mariano da Genazzano, insieme al confratello Aurelio Brandolini, era considerato tra i più brillanti predicatori del tempo, e, per eloquenza ed erudizione, ammirato anche dal Poliziano. Legato alla congregazione del Lecceto a partire dal 1482, fu un esponente della riforma degli osservanti che in seno all'ordine preconizzava un ritorno alla rigorosa osservanza della regola ed alla devozione al bene comune, fuggendo l'ambizione e la distinzione individuale attraverso la preghiera, la pratica liturgica e la predicazione. In quanto vicario generale dell'ordine, all'epoca del Savonarola, si schierò a Firenze dalla parte medicea ed operò quale avversario del frate domenicano. Si pensa che per ricompensare l'ordine, Lorenzo il Magnifico abbia fatto costruire il monastero attinente alla Chiesa di San Gallo.
Nel maggio del 1497 il capitolo generale dell'ordine lo nominò priore generale ed egli preparò un coraggioso programma di riforme che verrà però stroncato prima dall'opposizione della congregazione lombarda poi dalla sua scomparsa. Infatti, Mariano morì il 14 dicembre 1498 a Sessa Aurunca durante una trasferta verso Napoli.